# Ladislav Medňanský
Ladislav Medňanský (též Ladislav Mednyánszky či László Mednyánszky, 23. dubna 1852 Beckov – 17. dubna 1919 Vídeň) byl slovensko-maďarský malíř, krajinář, stoupenec barbizonské školy a impresionismu.

## Životopis
Ladislav Jozef Baltazar Eustach, pokřtěn 4. května, se narodil 23. dubna 1852 v Beckově do smíšeného manželství katolického otce barona Eduarda Medňanského a evangelické matky Marie Anny, rod. Szirmayové. Otec pocházel z šlechtické rodiny Mednyánszkých a Horváthových-Stančičových. Po deseti letech se rodina přestěhovala do matčina rodného zámečku ve Strážkách (dnes součást obce Spišská Belá) nedaleko Kežmarku.
V letech 1864–1865 mu dával soukromé hodiny malířství vídeňský akvarelista Thomas Ender. Po maturitě získal umělecké vzdělání na Akademii výtvarných umění v Mnichově u Alexandera Strähhubera (1814–1882) a Otty Seitze (1872–1874) a na École des Beaux-Arts v Paříži u Isidora Pilse (1874–1875). V roce 1875 poprvé navštívil Barbizon, kde se spřátelil s László Paálem, Karlem Bodmerem, Odilonem Redonem a dalšími malíři. V Paříži měl ateliér na Montmartru a působil zde do roku 1878.
V roce 1877 poprvé navštívil maďarský Szolnok, kde se seznámil s Augustem Pettenkofenem a Tinou Blauovou. Absolvoval také studijní cestu do Itálie (1877–1878). Do Paříže se vrátil znovu v letech 1889–1891 a 1896–1897. Střídal také další místa pobytu: v Beckově, ve Strážkách, pronajímal si ateliéry v Budapešti a ve Vídni a pohyboval se i v jižnějších městech rakousko-uherské monarchie.
I přes svůj vysoký věk dobrovolně narukoval na frontu první světové války jako vojenský malíř. Zemřel 17. dubna 1919 ve Vídni ve věku 66 let. Pochován byl podle svého přání na budapešťském hřbitově Kerepes vedle hrobu svého přítele Bálinta. Kunsthistorička Milena Bartlová při festivalu Mezipatra 2010 uvedla, že se Medňanský svou sexuální orientací netajil, v jeho díle se však nijak zřetelně neprojevila. Vlastní deníky údajně popisují jen skrytou symboliku obsaženou v krajinářských obrazech.
V roce 2006 o něm natočil Vladimír Štric 40minutový životopisný dokumentární snímek stručně nazvaný Mednyánszky.

## Dílo
Celkový rozsah Medňanského umělecké pozůstalosti je obtížné rekonstruovat, neboť mnohá díla nepodepisoval, nedatoval, daroval nebo prodal. Významná část se nachází v Maďarské národní galerii v Budapešti. Část jeho rozsáhlého díla je od roku 1990 vystavena kaštelu ve Strážkách u Spišské Belé, který původně patřil rodině Medňanských. Tzv. strážská kolekce je součást sbírek Slovenské národní galerie.

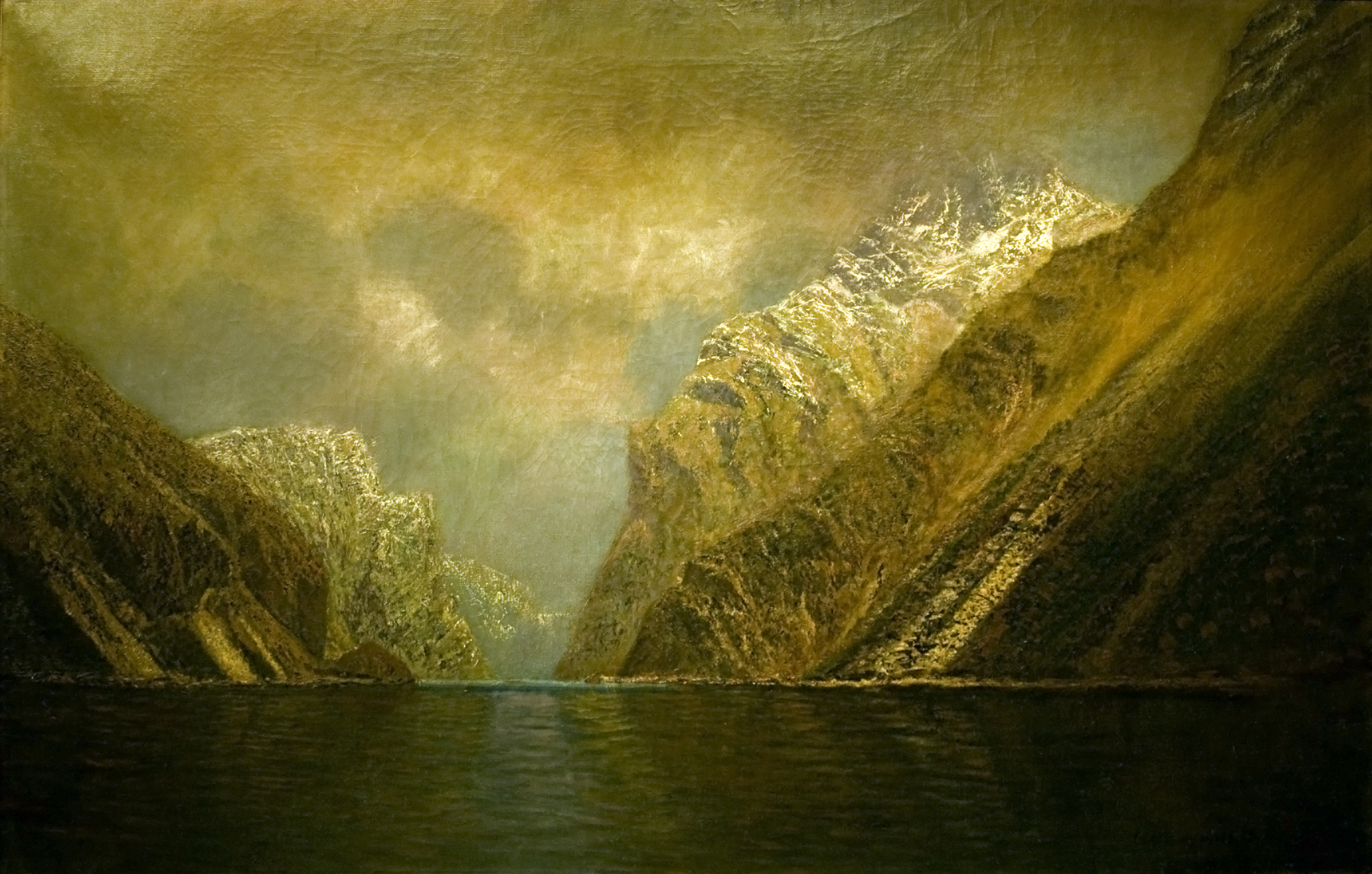
Železná brána na Dunaji, 1890 až 1895
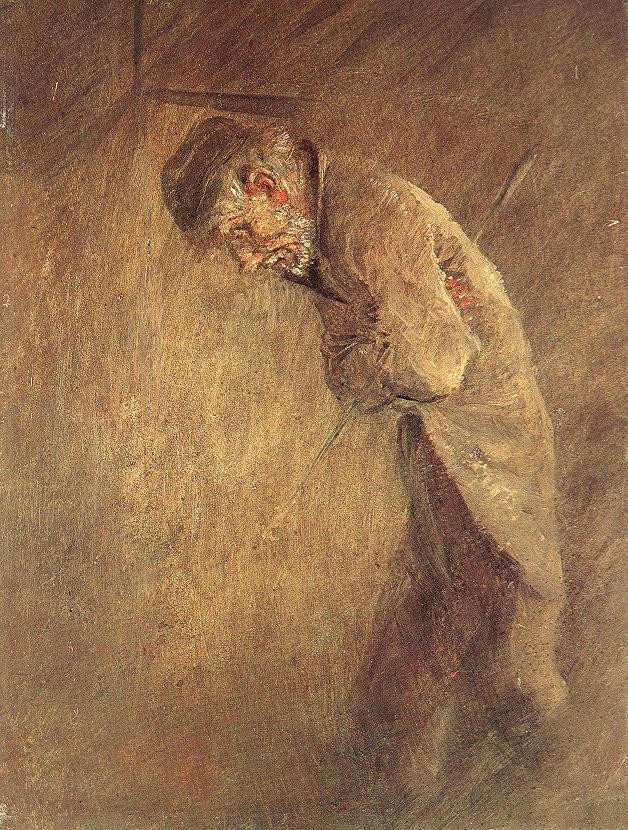
Starý tulák, 1880
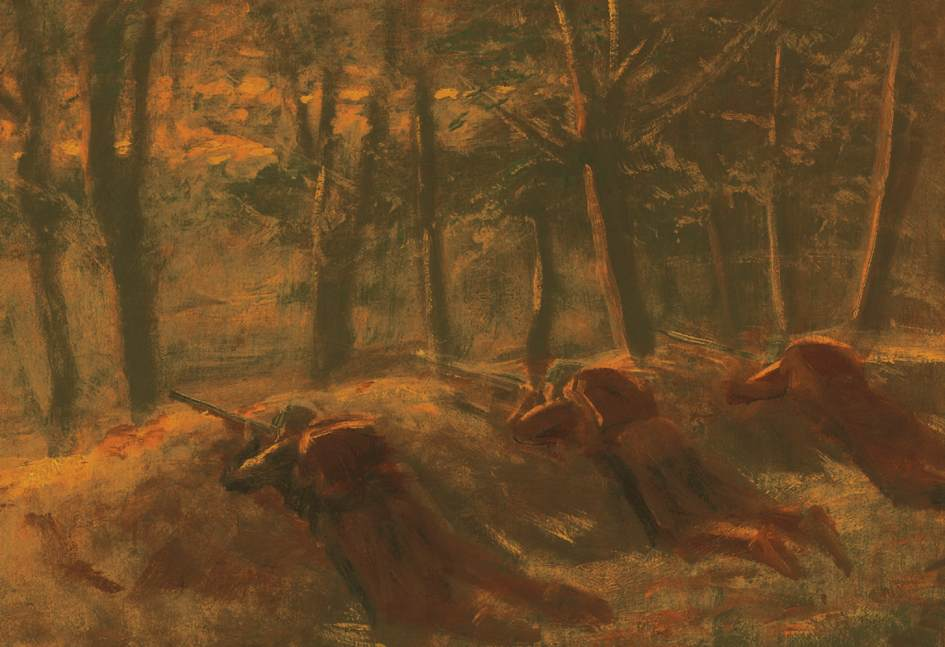
Vojáci, 1914 až 1918